# Члени королівської сім'ї (телесеріал)
«Чле́ни королі́вської сім'ї» (англ. The Royals) — американський телесеріал, прем'єра якого відбулася 15 березня 2015 року.
Перший оригінальний серіал телеканалу E!; створений Марком Шваном. Спочатку сюжет зародився як адаптація роману Мішеля Рея «Падіння Гамлета» (англ. Michelle Ray, «Falling for Hamlet»).
Після успішного виходу першого сезону, було оголошено про вихід другого сезону (за два місяці до його дебюту); а 5 січня 2016 року — повідомили про майбутній вихід третього сезону. 16 лютого 2017 року телеканал E! продовжив серіал на четвертий сезон, прем'єра якого відбулася 11 березня 2018 року. Серіал був закритий після четвертого сезону.

## Сюжет
У центрі сюжету серіалу «Члени королівської сім'ї» — життя вигаданої королівської родини. Сім'я живе в сучасному Лондоні і її життю на перший погляд можна тільки позаздрити. Їх родина — багата і впливова. Кожен член королівської сім'ї може дозволити собі все, що тільки забажає. Це фінансове благополуччя і популярність не позбавляють їх від звичайних людських пороків. Фізично вони точно такі ж, як і інші люди, а значить, у них також можлива залежність від алкоголю і наркотиків, їм знайома депресія і різні фобії. Життя королівської сім'ї лише зовні здається благополучним.

## У ролях

### Основний склад
| Актор            | Персонаж | Сезони   | Сезони     | Сезони   | Сезони   |
| Актор            | Персонаж | 1        | 2          | 3        | 4        |
| ---------------- | --- | -------- | ---------- | -------- | -------- |
| Вільям Моузлі    | принц Ліам Генстрідж (Ліам), другий в лінії престолонаслідування після старшого брата, після його смерті готується стати королем; брат-близнюк принцеси Елеонор, був закоханий у Офелію, закоханий в Кетрін, яка від нього вагітна                            | Постійно | Постійно   | Постійно | Постійно |
| Александра Парк  | принцеса Елеонор (Лєні) Генстрідж, сестра-близнюк Ліама, кохана Джаспера; має погані звички: наркотики та алкоголь; організовує королівські заходи та модні покази, відкриває мережу готелів з власним дизайном; займається благодійністю у ролі "Робін Гуда" | Постійно | Постійно   | Постійно | Постійно |
| Мерріт Петтерсон | Офелія Прайс, кохана Ліама; єдина донька Теда Прайса; вивчає хореографію та мистецтвознавство; переїжджає до Нью-Йорка працювати танцівницею | Постійно | Гість      |          |          |
| Джейк Маскалл    | принц (пізніше король) Сайрус Генстрідж; молодший брат короля Саймона, має двоє доньок; довгий час страждає від раку; має погані звички; вміє вправно маніпулювати людьми                                                                                     | Постійно | Постійно   | Постійно | Постійно |
| Том Остін        | Джаспер Фрост (пізніше сер Джаспер Фрост), охоронець Елеонор, Ліама, Роберта; коханий Лєні; американець, через що має специфічний акцент, крадій у минулому                                                                                                   | Постійно | Постійно   | Постійно | Постійно |
| Олівер Мілберн   | Тед Прайс; батько Офелії, голова служби безпеки королівської сім'Ї, вбивця короля Саймона. | Постійно | Постійно   |          |          |
| Вінсент Ріган    | король Саймон Генстрідж; батько Ліама, Лєні та Роберта; чоловік королеви Гелени; добрий та розсудливий | Постійно | Періодично | Гість    | Гість    |
| Елізабет Герлі   | королева Гелена Генстрідж; мати Ліама, Лєні та Роберта, дружина короля Саймона; народилася в аристократичній родині; за будь-яку ціну хоче лишитися королевою                                                                                                 | Постійно | Постійно   | Постійно | Постійно |
| Женев'єв Гонт    | Вільгельміна (Уіллоу) Морено; подруга Ліама, народилася в аристократичній родині; працює представником королівської родини у соціальних мережах; закохана в Ліама; наречена Роберта, в останній серії виходить за нього заміж.                                |          | Періодично | Постійно | Постійно |
| Макс Браун       | принц (пізніше король) Роберт (Роббі) Генстрідж; старший син Гелени та Саймона, спадкоємець престолу; більше 10 місяців вважався загиблим, жив на безлюдному острові                                                                                          |          |            | Постійно | Постійно |

## Епізоди
Усі назви епізодів є рядками з трагедії Вільяма Шекспіра «Гамлет». Виняток становить лише назва п'ятого епізоду четвертого сезону, яка взята з трагедії «Макбет».
| Сезон | Епізоди | Оригінальна дата показу | Оригінальна дата показу |
| Сезон | Епізоди | прем'єра сезону         | фінал сезону            |
| ----- | ------- | ----------------------- | ----------------------- |
| 1     | 10      | 1 березня 2015          | 17 травня 2015          |
| 2     | 10      | 15 листопада 2015       | 17 січня 2016           |
| 3     | 10      | 4 грудня 2016           | 19 лютого 2017          |
| 4     | 10      | 11 березня 2018         | 13 травня 2018          |

## Нагороди та номінації
Телесеріал має три номінації на значні премії.
| Рік  | Премія (фестиваль)                               | Категорія (премія)                               | Примітки | Результат | Переможець                               |
| ---- | ------------------------------------------------ | ------------------------------------------------ | --- | --------- | ---------------------------------------- |
| 2017 | GMS Award (нагорода Гільдії музичних керівників) | Найкраща пісня для телебачення                   | Пісня «Half Light» (епізод 2.10) BANNΞRS (музикант) Ліндсі Волфінгтон (музичний керівник) Ден Сміт, Джастін Паркер (автори) | Номінація | Пісня «Set Me Free» (т/с «The Get Down») |
| 2017 | GMS Award (нагорода Гільдії музичних керівників) | Найкращий музичний керівник у телевізійній драмі | Ліндсі Волфінгтон (2 сезон)                                                                                                 | Номінація | Нора Фелдер («Дивні дива», 1 сезон)      |
| 2016 | GMS Award (нагорода Гільдії музичних керівників) | Найкращий музичний керівник у телевізійній драмі | Ліндсі Волфінгтон (1 сезон)                                                                                                 | Номінація | Лайза Річардсон («Нарко», 1 сезон)       |